# Quartiere del Principe di Napoli
Il Quartiere del Principe di Napoli è un museo di Palazzo Pitti che si estende presso alcune stanze del mezzanino soprastante al secondo piano dell'ala laterale meridionale del complesso architettonico occupata dal Quartiere d'Inverno, al quale è collegato attraverso una scala secondaria. La suddetta area museale risulta ordinariamente chiusa ai turisti.
Il Quartiere del Principe di Napoli venne realizzato nel 1871 per ospitare l'appartamento di Vittorio Emanuele, principe di Napoli, nato appena due anni prima e che poi diverrà re d'Italia tra il 1900 e il 1946. Originariamente, l'area del palazzo in cui venne realizzato il quartiere era utilizzata come ambiente di servizio.
Il Quartiere del Principe di Napoli si caratterizza per la sua particolare sobrietà rispetto a tutti gli altri appartamenti ospitati all'interno di Palazzo Pitti. I mobili che arredano l'appartamento sono in stile impero, meno pomposi di quelli collocati nel sottostante Quartiere d'Inverno. La Camera della Servitrice è arredata e decorata in modo molto semplice, mentre nella Camera del Principe spicca la pregevole culla affiancata dal semplice ma elegante divano-letto della servitrice in radica di noce imbottito da un'elegante tappezzeria verde che riprende lo stile della poltrona collocata al centro della stanza davanti a un tavolo ligneo di forma circolare coperto da un tappeto.
I dipinti collocati alle pareti delle varie stanze dell'appartamento (tutte quante rivestite con carta da parati) risalgono alla metà dell'Ottocento e sono opere di varie scuole coeve.